# Estońskie SD
Estońskie Sipo i SD (niem. Sicherheitspolitzei und SD Estland, est. Eesti Julgeolekupolitsei ja SD) – estońska część dowództwa Sipo i SD w okupowanej Estonii podczas II wojny światowej.

## Historia
W 1942 r. Niemcy utworzyli w okupowanej Estonii dowództwo Sipo i SD. Mieściło się ono w Tallinnie. Było podzielone na 2 części: Grupę A (niemiecką), dowodzoną przez SS-Standartenführera Martina Sandbergera, w skład której wchodziły departamenty od A-I do A-V i Grupę B (estońską). Na czele Grupy B stanął, mianowany Waffen-Obersturmbannführerem der SS, Ain-Ervin Mere. Pod koniec października 1943 r. zastąpił go Julius Ennok. Do jej zadań należało zwalczanie przeciwników władz okupacyjnych w Estonii i pomoc Niemcom w eksterminacji miejscowej ludności żydowskiej. Dowództwu Sipo i SD od jesieni 1943 r. podlegał 500-osobowy 1 Estoński Batalion SD pod dowództwem Waffen-Haupsturmführera Manivalda-Vilhelma Randli, a następnie Waffen–Untersturmführera der SS Felixa Rommisto. Istniała też szkoła Sipo i SD, której komensantem był Waffen-Obersturmführer der SS Arnold Viiding. Estończycy byli całkowicie podporządkowani Niemcom. Nosili również takie same mundury.

## Skład organizacyjny
- Abteilung B I- kpt. Vladimir Tiit
  - B I A Referentuur - Waffen-Obersturmführer der SS Eduard Kongas, (od marca 1944 r.) - Waffen-Obersturmführer der SS Manivald Randla
  - B I B Referentuur (Grenzpolitzei) - mjr Aleksander Reinhold, Waffen-Untersturmführer der SS Paul Kompus
  - B I C Referentuur (obozy koncentracyjne w Vaivarze, Kloodze, Jägali, Tartu i Tallinnie) - mjr Jüri Valge
  - B I D Referentuur - dr Georg Kull, Boris Trelin
- Abteilung B II - kpt. Johannes Unt
  - B II A Referentuur - kpt. Udo Parrest, Waffen-Untersturmführer der SS Rudolf Niineste
  - B II B Referentuur (sprawy osobowe) - mjr Peeter Juhalain
  - B II C Referentuur (sprawy dyscyplinarne) - mjr Nikolai Piigert
- Abteilung B III - Eduard Raig
  - B III A Referentuur (sprawy finansowe) - por. Richard Niineste, Evald Piirisild
  - B III B Referentuur - kpt. Rudolf Mägi, Arnold Hinnom, August Tomberg
  - B III C Referentuur - kpt. Voldemar Saarni, Lembit Karjel
  - B III D Referentuur - Alfred Raudava, Enno Limvere
- Abteilung B IV (policja polityczna) - Julius Ennok, Waffen-Obersturmführer der SS Ervin Viks
  - B IV A Referentuur (zwalczanie komunizmu i obcej propagandy) - kpt. Hugo Okasmaa, Eduard Uduste
  - B IV B Referentuur (emigranci) - Avo Lohuaru, Ernst Pärnsoo
  - B IV C Referentuur (szpiedzy) - August Peetso, Ernst Pärnsoo
  - B IV D Referentuur - Herbert Ploom, Ernst Pärnsoo
  - B IV E Referentuur - Jaan Pert, Edmund Vabaoja
  - B IV F Referentuur
  - B IV G Referentuur - mjr Nikolai Valge
- Abteilung B V (Kriminalpolitzei) - Waffen-Obersturmführer der SS Ernst Hansar
  - B V A Referentuur - Voldemar Jaakli, Robert Linde
  - B V B Referentuur - Robert Linde, Priit Toone
  - B V C Referentuur - Ralf Ibrus, Waffen-Untersturmführer der SS Riho Sammalkivi
  - B V D Referentuur
  - B V E Referentuur
  - B V F Referentuur (Instytut Techniki Kryminalnej) - dr Hans Laur
- Abteilung B VI - kpt. Vladimir Tiit
  - B VI A Referentuur
  - B VI B Referentuur
  - B VI C Referentuur (kultura)
  - B VI D Referentuur (przemysł)
  - B VI F Referentuur
- Abteilung B VII (sprawy narodowe) - August Sinka
  - B VII A Referentuur (Estończycy) - Herbert Rebasso
  - B VII B Referentuur (Finowie i Ingermanlandczycy) - por. Leonid Yllo
  - B VII C Referentuur (Rosjanie, Szwedzi i inne narody)